# Bad Schmiedeberg
Bad Schmiedeberg é uma cidade da Alemanha localizada no distrito de Wittenberg, estado de Saxônia-Anhalt.
A partir de 1 de julho de 2009, os antigos municípios de Korgau, Meuro, Pretzsch,  Priesitz, Schnellin, Söllichau e Trebitz, todos pertencentes ao antigo Verwaltungsgemeinschaft de Kurregion Elbe-Heideland, foram incorporados à Bad Schmiedeberg (antiga sede do Verwaltungsgemeinschaft).

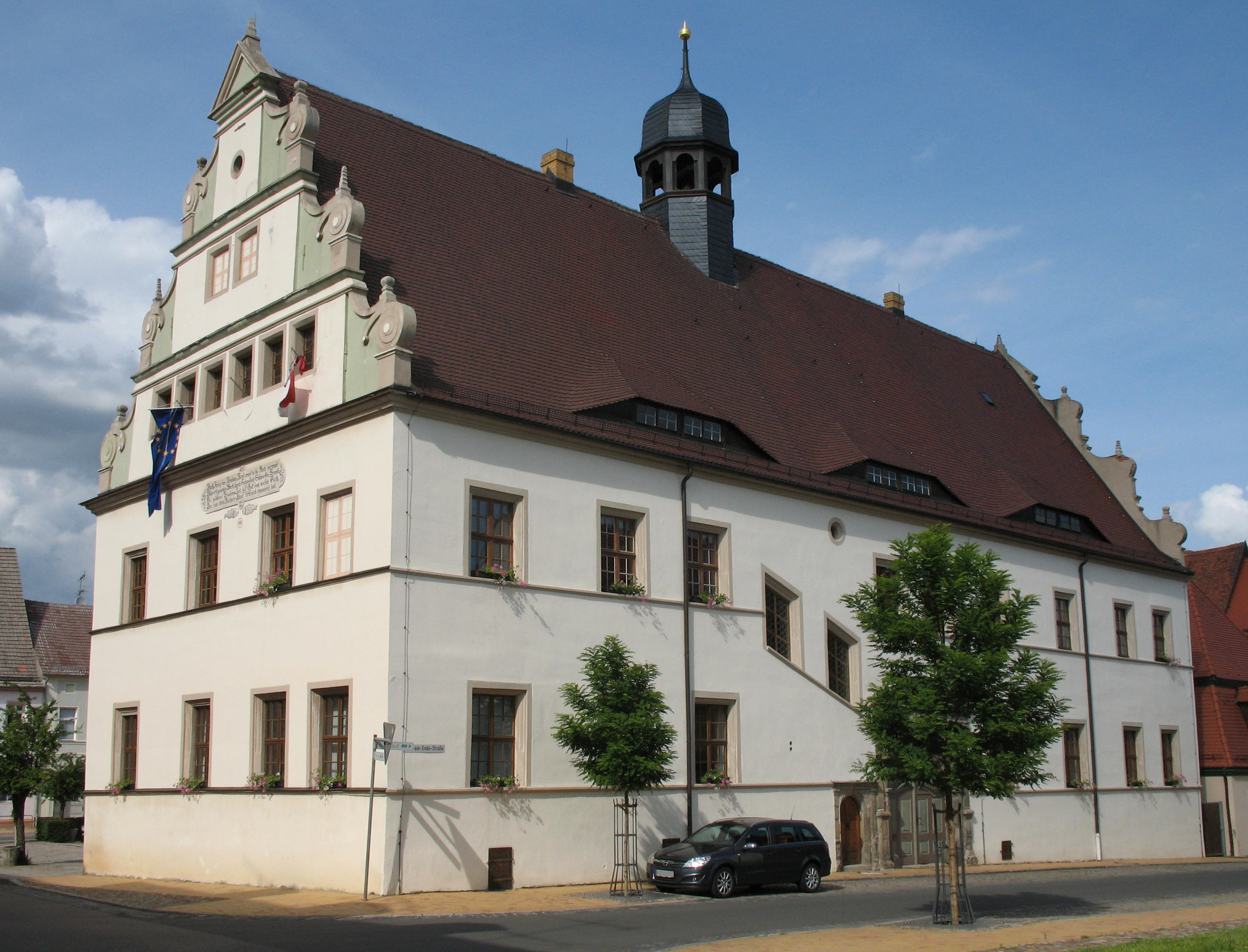
Prefeitura

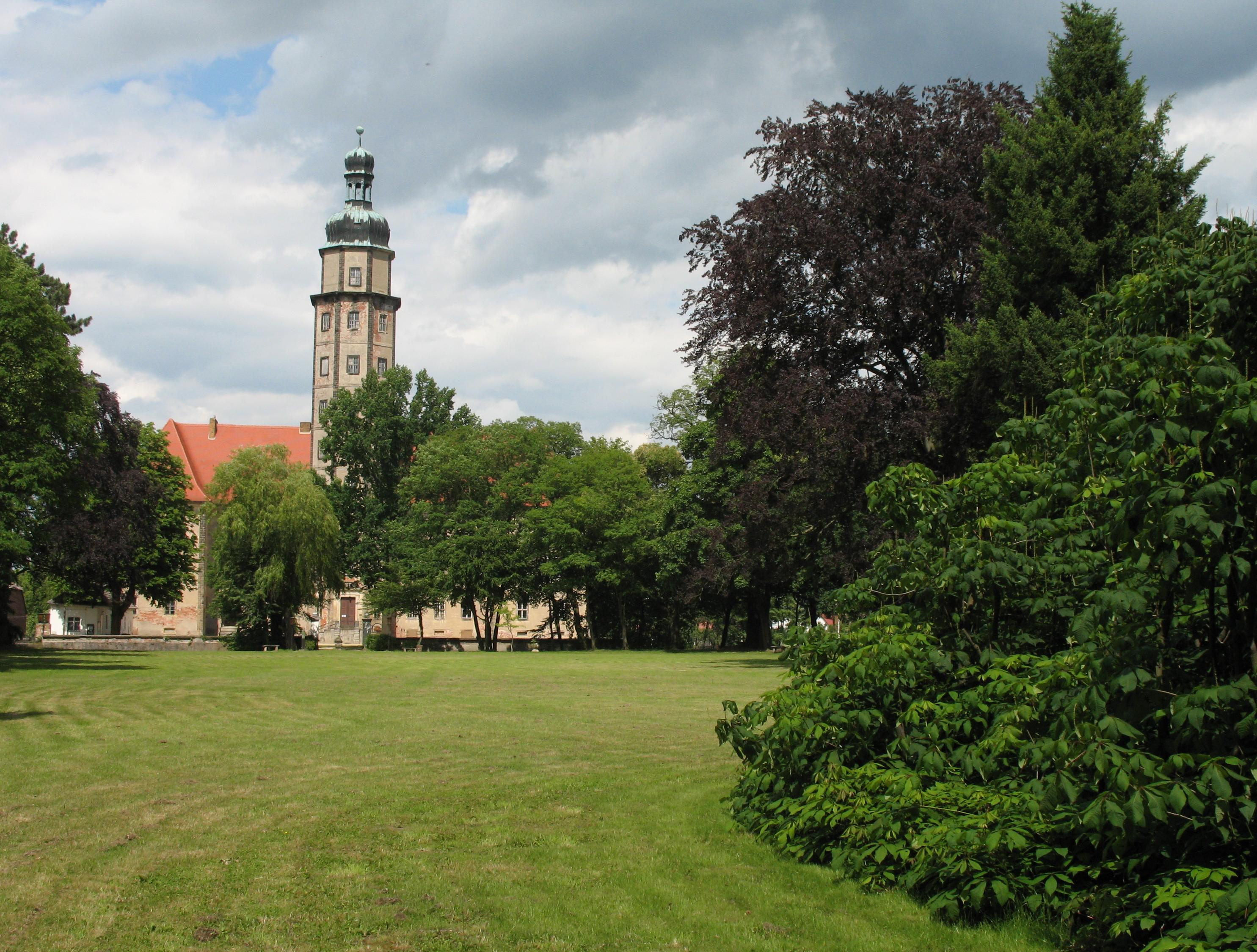
Castelo Reinharz